# Befana (Krater)
Befana ist ein Einschlagkrater auf Ariel, dem viertgrößten Mond des Planeten Uranus. Befana hat einen mittleren Durchmesser von 21 km und befindet sich auf Ariel auf 17° südlicher Breite und zwischen 30,6 und 33,1° östlicher Länge, östlich des Tals Leprechaun Vallis. Die nächstgelegenen Krater mit Eigennamen sind Finvara (westlich), Deiver (südsüdwestlich) und Laica (östlich).

## Benennung
Der Krater wurde benannt nach Befana. Befana ist eine Hexe (oder ein weiblicher Dämon) des italienischen Volksglaubens. Da der Mond Ariel nach dem Luftgeist aus William Shakespeares Der Sturm benannt wurde, werden Oberflächenmerkmale auf Ariel von der Internationalen Astronomischen Union ebenfalls nach Luftgeistern benannt.
Beim Vorbeiflug der Raumsonde Voyager 2 im Januar 1986 konnten 35 Prozent der Ariel-Oberfläche in einer Auflösung fotografiert werden, die eine astrogeologische Auswertung erlaubt. Dazu gehörte auch der Krater Befana. Die Benennung erfolgte 1988.